# Asimina kralii
Asimina kralii är en kirimojaväxtart som beskrevs av Delaney. Asimina kralii ingår i släktet Asimina och familjen kirimojaväxter. Inga underarter finns listade i Catalogue of Life.